# Argyrotome prospectata
Argyrotome prospectata är en fjärilsart som beskrevs av Pieter Cornelius Tobias Snellen 1874. Argyrotome prospectata ingår i släktet Argyrotome och familjen mätare. Inga underarter finns listade i Catalogue of Life.